# Zerkalnyje vojny. Otrazjenie pervoje
Zerkalnyje vojny. Otrazjenie pervoje (russisk: Зеркальные Войны: Отражение Первое) er en russisk spillefilm fra 2005 af Vasilij Tjiginskij.

## Medvirkende
- Malcolm McDowell som Dick Murdoch
- Armand Assante som Henry York
- Rutger Hauer
- Aleksandr Jefimov som Aleksej Kedrov
- Ksenija Alfjorova som Catherine Foley